# Frémeréville-sous-les-Côtes
Frémeréville-sous-les-Côtes település Franciaországban, Meuse megyében. Lakosainak száma 127 fő (2022. január 1.). Frémeréville-sous-les-Côtes Apremont-la-Forêt, Broussey-Raulecourt, Girauvoisin, Geville és Vignot községekkel határos.

## Népesség
A település népességének változása:
| Lakosok száma | 81   | 71   | 77   | 95   | 139  | 152  | 137  | 128  | 126  | 127  |
|               | 1968 | 1982 | 1990 | 2006 | 2013 | 2015 | 2017 | 2019 | 2020 | 2022 |